# 석탑국민학교
석탑국민학교는 경상북도 의성군 안평면에 있었던 국민학교이다.

## 연혁
- 1963년 3월 6일 석탑국민학교 설립 인가
- 1963년 4월 1일 석탑국민학교 개교
- 1995년 3월 1일 폐교 및 의성국민학교 통폐합